# République sociale italienne
23 septembre 1943 – 25 avril 1945
1 an, 7 mois et 2 jours
Entités précédentes :
- Royaume d'Italie

Entités suivantes :
- Royaume d'Italie

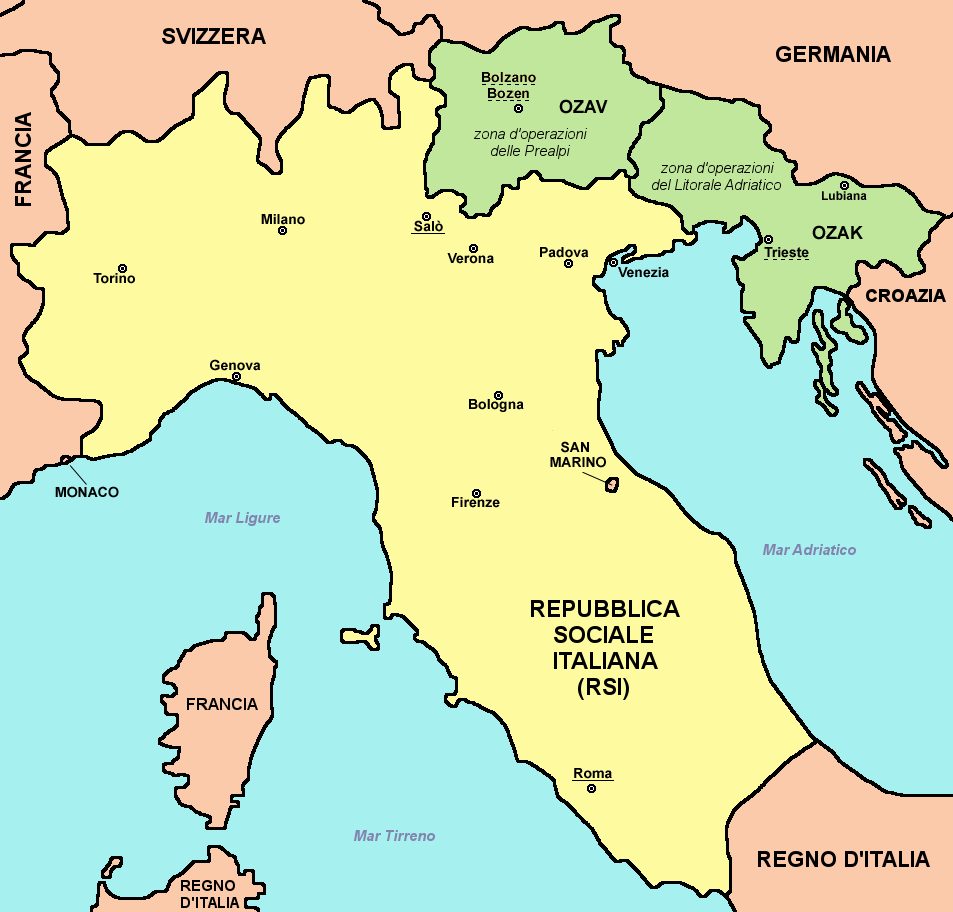
Carte de la République sociale italienne en 1943.

La République sociale italienne ou RSI (italien : Repubblica Sociale Italiana ou RSI /ˌɛrreˌɛsseˈi/), également appelée république de Salò (italien : Repubblica di Salò /reˈpubblika di saˈlɔ/), est un État fantoche fasciste établi par Benito Mussolini en Italie du Centre et du Nord, dans les zones contrôlées par la Wehrmacht (l'armée allemande), du 23 septembre 1943 jusqu'au milieu du mois d’avril 1945. Avant l'adoption le 25 novembre 1943 du nom officiel de l'État fasciste restauré, les noms État républicain d'Italie et État national républicain (italien : Stato Nazionale Repubblicano) étaient indifféremment utilisés. La RSI fut la seconde incarnation de l'État fasciste en Italie.

## Histoire
La République sociale italienne  fut fondée à la suite de la libération de Benito Mussolini par un commando aéroporté commandé par le SS Otto Skorzeny, le 12 septembre 1943. Le gouvernement de la République sociale, tout en revendiquant Rome comme seule capitale, mais confronté au refus allemand de l'y laisser siéger, installa son administration dans le Nord de l'Italie et notamment dans la région des lacs des Préalpes italiennes : la petite ville de Salò, au bord du lac de Garde, accueillit ainsi le ministère des Affaires étrangères et le sous-secrétariat d'État à la Propagande du ministère de la Culture populaire, de même que l'agence Stefani et les correspondants de presse ; la plupart des communiqués officiels étaient introduits par les mots « Salò comunica », « Salò informa » ou « Salò dice », d'où le nom officieux — république de Salò — donné à ce régime fasciste de courte durée.

### La forme républicaine du gouvernement, inédite en Italie en 1943
La forme républicaine, tout en récupérant une des doctrines du premier fascisme, fut choisie pour souligner le détachement final que l'histoire de l'Italie aurait dû avoir face à la maison de Savoie, responsable de la reddition aux Alliés et de la trahison du pacte avec l'Allemagne. Les autorités et les combattants républicains furent surnommés les « repubblichini » ou « petits républicains » par les tenants du gouvernement sous contrôle allié formé dans le Sud par Victor-Emmanuel III et le maréchal Badoglio.

Pavillon de guerre des forces armées de la République sociale italienne. Le drapeau étatique de la RSI était le drapeau tricolore italien, sans marque distinctive. Le drapeau militaire s'avéra cependant plus populaire parmi les sympathisants du régime et demeure le symbole le plus connu de cet État fasciste.

Dissous sur les territoires italiens contrôlés par le gouvernement royal, le Parti national fasciste (PNF) fut reconstitué sous la forme d'un Parti fasciste républicain (PFR) dans les territoires occupés par les Allemands.

### Les difficultés de la RSI: une institutionnalisation problématique

#### La République sociale, un État n'ayant pas la maîtrise de son territoire
En raison de l'existence d'une résistance organisée et territorialement puissante, la République sociale ne contrôle pas la totalité des territoires théoriquement placés sous sa juridiction. En effet, durant la période comprise entre septembre 1943 et avril 1945, c'est-à-dire durant toute son existence, la RSI doit affronter les forces de la résistance qui contrôlent une partie non négligeable de l'Italie du Nord échappant à l'occupation des Alliés. Si les institutions de la RSI contrôlent les vallées et les plaines, les groupes de résistants étendent leur autorité sur les zones montagneuses, moins faciles d'accès.
Le partage effectif du contrôle territorial entre RSI et résistants facilite le développement d'une forme de banditisme opportuniste, les voleurs opérant dans les zones RSI puis se réfugiant dans les zones contrôlées par la résistance et vice-versa. Rapidement, se mettent en place des mécanismes de coexistence entre résistants et militaires de la République sociale pour réprimer les délits de droit commun. Ainsi, dans les Alpes italiennes, des actions communes associant troupes de la RSI et groupes de la résistance sont organisées contre des bandes de détrousseurs se faisant passer pour des militants politiques.

#### La Résistance contre l'occupation
Dès les premiers jours du régime, une résistance organisée apparaît, composée d'anciens militaires, de militants venus d'horizons divers : socialistes, communistes, catholiques, nationalistes, conservateurs, tous hostiles à l'occupation allemande.
La politique allemande aggrave les conditions de vie de la population italienne, déjà fortement marquée par les privations liées au conflit. Ainsi, les déprédations allemandes provoquent une forte inflation, cause de grèves à caractère politique durant toute la période.

#### De nombreuses tensions internes
Dès sa formation, la RSI doit compter en son sein avec des hommes venus d'horizons multiples.

#### Une tutelle allemande très pesante
La création d’un gouvernement fasciste dans les territoires occupés avait déjà été planifiée en secret par les Allemands (opération Achse) au sommet de Berlin, avant la libération de Mussolini. La création d’un gouvernement avec Alessandro Pavolini, Vittorio Mussolini et Roberto Farinacci — exilés en Allemagne après le 25 juillet — avait d’abord été envisagée, mais aucun d’eux ne semblait donner de garanties suffisantes pour l’Allemagne et Farinacci a refusé chacune des tâches proposées. La possibilité de confier le gouvernement à Giuseppe Tassinari (it) fut ensuite soulevée. La libération de Mussolini a résolu le problème. Celle-ci avait été méticuleusement organisée par les Allemands, par ordre direct de Hitler, et réalisée le 12 septembre dans le raid du Gran Sasso par les troupes d’élite dirigée par Kurt Student, Harald Mors-Otto et le major Otto Skorzeny qui, après avoir pris possession des lieux et libéré le prisonnier, l’amenèrent à Munich. Trois jours après son sauvetage, Mussolini fut emmené en Allemagne pour rencontrer Hitler à Rastenburg à son quartier général de Prusse-Orientale. Mussolini y discuta avec Hitler pendant deux jours de la situation dans le Nord de l’Italie. En mauvaise santé, Mussolini voulait prendre sa retraite, mais Hitler voulait qu’il retourne en Italie et mette en place un nouvel État fasciste. Devant l’hésitation de Mussolini, déprimé et incertain, Hitler menaça de réduire l’Italie à « pire que la Pologne » en détruisant Milan, Gênes et Turin, s’il ne s’exécutait pas. Mussolini accepta à contrecœur les exigences d’Hitler de créer un gouvernement fasciste.
Dès le début, la République sociale italienne fut à peine plus qu’un État fantoche dépendant entièrement de l’Allemagne, avec présence militaire et tutelle politique et économique. La RSI ne reçut la reconnaissance diplomatique que de l’Allemagne, du Japon et des États fantoches satellites de l'Axe. Même l’Espagne, plutôt sympathisante, refusa d’établir des relations diplomatiques formelles avec la RSI. Dès le début, les Allemands se méfièrent de la capacité des fascistes italiens à contrôler leur propre territoire. En dépit de déclarations publiques assurant qu’il était en plein contrôle de la RSI, Mussolini était bien conscient de n’avoir aucun pouvoir réel. Sans constitution ou économie organisée, le financement de l’État dépendait entièrement de Berlin. Les forces allemandes elles-mêmes avaient peu de respect pour cet "État" et le mouvement fasciste agonisant de Mussolini. Pour elles, le régime ne servait qu’à maintenir l’ordre et réprimer les partisans italiens, tâche notamment effectuée par Pietro Koch et la Banda Koch au nom de l’Allemagne.

##### Une forte présence militaire
Dès ses débuts, la RSI doit faire face à une forte présence allemande. En effet, l'Italie sous administration RSI est d'abord un pays militairement occupé par les Allemands. Ces troupes étrangères sont déployées en territoire italien depuis le mois de juillet 1943 pour contrer le débarquement allié en Sicile (Opération Husky), puis regroupées sur le continent le long de la ligne Gustave et de la ligne gothique. Elles sont ensuite engagées dans les diverses opérations de la campagne d'Italie.
Mais les soldats de la Wehrmacht ne sont pas seulement mobilisés dans les opérations contre les Alliés, ils sont également chargés de missions d'occupation des territoires du Nord de l'Italie. Ce faisant, ils contribuent à donner une dimension patriotique à la guerre civile italienne, multidimensionnelle, de la période septembre 1943 – avril 1945. Il est à noter aussi la présence de déserteurs de la Wehrmacht dans les rangs des partisans dès l'automne 1943, et de diverses attitudes qui laissent perplexes les résistants.

##### La mise en coupe réglée des territoires occupés
Les régions occupées en Italie représentent en 1943 les régions les plus industrielles du royaume. 
Comme l'ensemble de l'Europe de l'Ouest, l'Italie n'échappe pas au pillage à compter de la restauration de l’État fasciste ; en effet, durant la période d'occupation, les Allemands prélèvent sur les territoires italiens qu'ils contrôlent près de 10 milliards de reichsmarks, tandis que le ministère des Affaires étrangères du Reich lie explicitement les frais d'occupation, transformés en contribution à l'effort de guerre, et la politique commerciale menée par le Reich à l'égard de son allié satellisé. De plus, dès les premières semaines de l'occupation allemande, alors que le régime n'est pas encore mis en place, les autorités d'occupation allemandes prennent le contrôle des stocks et des usines.
Durant la période précédente, l'Italie présentait un solde commercial positif avec l'Allemagne — un solde tel que les diplomates l'estiment impossible à solder. Ainsi, dans les conventions commerciales entre le Reich et le nouvel État, contenues dans le traité signé le 23 octobre 1943, la contribution financière italienne à l'effort de guerre remplace, pour l'Italie, nominalement alliée au Reich et théoriquement traitée sur un pied d'égalité (malgré des marques de sujétion nombreuses et évidentes), les frais d'occupation réclamés à la France, par exemple. Cette contribution reste à la charge du trésor italien et s'élève mensuellement à 100 millions de lires, contribution fixée non en fonction des coûts réels de l'occupation, mais en fonction des besoins de financement allemands en Italie : en vertu des accords entre les deux États, cette contribution peut être revue selon les besoins allemands. Ainsi, le total des contributions italiennes représente un total de 10 milliards de reichsmarks pour la période comprise entre octobre 1943 et avril 1945, montant qui est commercialisé via les accords de compensation. Avec ces montants, le Reich peut non seulement solder son déficit commercial avec l'Italie, mais aussi financer son effort de guerre par des achats d'armes, l'établissement de fortifications, sur la ligne Gustave puis sur la ligne gothique, ou encore en payant les personnels de l'armée affectés en Italie, en achetant des fournitures envoyées par l'Allemagne sur d'autres fronts.
Cette mise en coupe réglée du territoire contrôlé par la RSI se fait aussi, comme en France, par l'établissement d'un taux de change avantageux pour le Reich : en effet, avant la constitution de la RSI, 100 lires valaient 13,20 reichsmarks, les accords d'octobre 1943 définissent un taux de change fixé à 10 reichsmarks pour 100 lires Ce taux de change permet non seulement aux troupes allemandes cantonnées en Italie d'acheter tout ce qu'elles peuvent à des prix avantageux, mais aussi aux industriels de se fournir en Italie à moindre coût.
Face à cette situation, les Italiens organisent une forme de résistance passive avec l'appui des autorités républicaines, les industriels s'opposant aux demandes allemandes, la population par une mauvaise volonté face aux demandes allemandes, les autorités en laissant se développer un marché noir qui prend des proportions de plus en plus importantes au fil des mois.

### Un régime marqué par la guerre civile, conséquence d'une guerre étrangère

Évolution territoriale de la République sociale italienne.

#### 1943: le renversement des alliances et des allégeances
À la suite de la période dite des quarante-cinq jours, qui se clôt par l'armistice entre le royaume d'Italie et les puissances alliées, les Italiens se trouvent devant un choix lourd de significations : suivre Mussolini rétabli au pouvoir dans le Nord ou soutenir le gouvernement royal réfugié dans les zones contrôlées par les Alliés dans le Sud de la péninsule. Ce choix amène la nécessité pour les Italiens de choisir lequel des deux gouvernements soutenir ou trahir, le roi ou Mussolini ? Quel serment violer, celui dû au roi ou celui prêté au Duce ? En 1943, en Italie, la réponse à ces deux questions détermine l'appartenance à la Résistance ou au Parti fasciste républicain.

#### Une guerre civile violente
Dès le 10 septembre 1943, la guerre civile se déchaîne en Italie, avec son cortège de violences de toutes natures. Elle se manifeste, au vu de la coexistence de deux lois sur un même territoire (la loi de la RSI et la loi de la Résistance), de part et d'autre de ce territoire, par le retour à la pratique du banditisme.
Par ailleurs, les deux camps se trouvent engagés dans une logique de représailles sans fin, similaire à celle connue par la France entre 1941 et 1944. En effet, le nombre d'Italiens tués par soldat allemand assassiné est, durant la période qui s'étend d'octobre 1943 à avril 1945, de 10 civils italiens pour un soldat (Pologne : 100 civils pour 1 soldat).
Aux yeux des résistants italiens, les représailles aveugles pratiquées par les troupes allemandes et les soldats de la RSI posent problème : faut-il renoncer à l'action pour éviter ces exactions ? En février 1944, le commandement militaire pour la Haute-Italie préconise la limitation des causes de représailles, et donc d'opérer une stricte sélection des actions de la Résistance. Mais cette attitude de la Résistance évolue au fil de l'année 1944 : certains préconisent de frapper encore plus fort, pour accélérer la fin de la guerre, affirmant qu'au final cela permettra d'économiser des vies. Mais ces exhortations doivent aussi être comprises par l'incapacité des troupes allemandes ou fascistes d'exercer de manière systématique les représailles annoncées.
Le procès de Vérone condamne à mort des membres du Grand Conseil du fascisme qui ont provoqué la chute du régime fasciste de Benito Mussolini, son gendre Galeazzo Ciano faisant partie des fusillés.

### La République sociale, un retour aux sources du squadrisme
Mussolini décide de rompre avec les idées de la classe dirigeante traditionnelle, qui l'a trahi, afin de revenir aux idéaux révolutionnaires de la naissance du fascisme. Le manifeste anti-bourgeois en 18 points adopté par le Parti fasciste républicain en novembre 1943 fonde sa politique. Le régime décide notamment :
- la politique économique est la « socialisation » sur la base de l'abolition du travail employé ;
- la propriété n'est garantie qu'assortie de réserves[24] ;
- la nationalisation de secteurs clés de l'économie[24] ; la nationalisation des entreprises de plus de 100 employés[25] ;
- l'expropriation partielle des terres[24].

Au terme de l'application de son programme, la République ne laisse que le fruit des efforts du travail aux propriétaires : il est ainsi prévu la reprise par les ouvriers agricoles des terres laissées à l'abandon .
La politique de socialisation et la propagande sociale de la RSI ont particulièrement été incarnées par la personnalité de Nicola Bombacci, ancien cofondateur du Parti communiste italien, qui avait rompu avec le Parti communiste entre 1927 et 1930 avant de rejoindre progressivement le fascisme à partir de 1933. En 1945, la République sociale nationalise un certain nombre d'entreprises lombardes, dont Fiat.

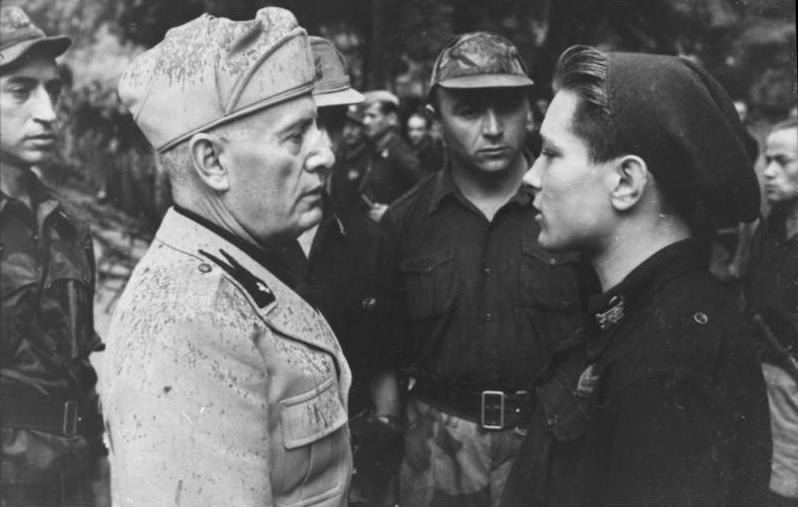
Benito Mussolini inspectant des soldats de la RSI en 1944.

## La «solution finale» contre les Juifs dans la RSI
La RSI s'est caractérisée par l'application du principe d'extermination systématique des Juifs, la Shoah, ordonnée par l'Allemagne nazie. Selon Liliana Piciotto Fargion, 35,5 % des Juifs italiens déportés furent arrêtés par les seules autorités de la RSI.
Menées par les SS avec le concours des polices locales, les déportations commencent à l'automne 1943, les premiers Juifs italiens déportés étant ceux de Trieste et Mérano. En octobre 1943, en dépit des objections du général Kesselring et de diplomates en poste à Rome, Dannecker, dépêché sur place par Himmler, coordonne les déportations des Juifs de Rome.
À l'automne 1943, l'ordonnance de police no 5 ordonne à la police de procéder à l'arrestation des Juifs habitant les territoires contrôlés par la RSI. Un certain nombre de Juifs italiens se réfugient alors dans de petites localités, hors d'atteinte de la police fasciste et des troupes allemandes. Les ordres concernant les Juifs sont inégalement appliqués par les forces de police de la RSI : à Venise, entre décembre 1943 et octobre 1944, environ cinq cents personnes sont arrêtées et déportées ; à Milan, les policiers de la RSI appliquent à la lettre les instructions retransmises par le Duce.

## La chute de la République sociale italienne, un épiphénomène de la débâcle allemande
Ce régime parvient à se maintenir jusqu'en avril 1945. En effet, le 9 avril, les Alliés déclenchent une offensive contre la ligne gothique, balayée en quelques jours, grâce à l'appui tactique de la Résistance italienne. Dès le 12 avril, le Comité de libération donne l'ordre de capturer Mussolini et sa suite, alors en pleins préparatifs de fuite vers la Suisse.
Celui-ci, abandonné par les derniers hiérarques, fuit dans une colonne en retraite de l'armée allemande, qui se met en route après le 20 avril 1945. Le 27 avril, le dirigeant fasciste est arrêté à Dongo par des partisans et exécuté le lendemain, sur l'ordre du Comité de libération nationale de Haute-Italie, en compagnie de sa maîtresse, Clara Petacci. Les corps sont ramenés à Milan le même jour, et longuement exposés pendus par les pieds où ils subissent les outrages de la foule déchaînée contre la « Charogne » (l'Unità).
Après la guerre, les fascistes se regroupent dans le Mouvement social italien (MSI), dont le nom s'inspire directement de la République sociale.

## Gouvernement et dirigeants
| - Duce de la République : - 1943-1945 : Benito Mussolini - Ministre des Affaires étrangères : - 1943-1945 : Benito Mussolini - Ministre de la Défense : - 1943-1945 : maréchal Rodolfo Graziani - Ministre de l'Intérieur : - 1943-1945 : Guido Buffarini Guidi - 1945-1945 : Paolo Zerbino - Ministre de la Justice : - 1943-1943 : Antonino Tringali-Casanova - 1943-1945 : Piero Pisenti - Ministre des Finances : - 1943-1945 : Domenico Pellegrini Giampietro | - Ministre de la Production industrielle : - 1943-1943 : Silvio Gai (it) - 1943-1945 : Angelo Tarchi - Ministre des Travaux publics : - 1943-1945 : Ruggero Romano - Ministre des Communications : - 1943-1945 : Augusto Liverani (it) - Ministre du Travail (poste créé en 1945) : - 1945-1945 : Giuseppe Spinelli - Ministre de l'Éducation nationale : - 1943-1945 : Carlo Alberto Biggini (it) - Ministre de la Culture populaire : - 1943-1945 : Ferdinando Mezzasoma - Chef du Parti fasciste républicain : - 1943-1945 : Alessandro Pavolini |

## Reconnaissance
La RSI fut reconnue par l'Allemagne, le Japon, la Bulgarie, la Croatie, la Roumanie, la Slovaquie, la Hongrie, la république de Nankin, le Mandchoukouo et la Thaïlande, c'est-à-dire les pays membres ou alliés des puissances de l'Axe ou occupés par ces dernières. La Finlande et la France de Vichy, bien qu'étant dans la sphère nazie, n'ont pas reconnu la RSI. Des relations officielles furent maintenues avec l'Argentine, le Portugal, l'Espagne et, par l'intermédiaire d'agents commerciaux, même avec la Suisse,.

### Filmographie
- Le Procès de Vérone est un film réalisé en 1962 par Carlo Lizzani qui retrace le procès de ceux qui ont redonné les pouvoirs au Roi et fait emprisonner le Duce.
- L'action du film Salò ou les 120 journées de Sodome de Pier Paolo Pasolini (1976) se déroule sous la république de Salò et se veut une métaphore polémique du régime, sous lequel il transpose le roman du marquis de Sade : Les Cent Vingt Journées de Sodome.